# College Animals 2
College Animals 2 (National Lampoon’s Dorm Daze 2) ist eine US-amerikanische Filmkomödie aus dem Jahr 2006 von den Brüdern David und Scott Hillenbrand und die Fortsetzung von College Animals.

## Handlung
Die Studenten Marla, Lynne, Gerri und Newmar der Billingsley University schreiben sich für das College@Sea-Programm ein, wobei sie auf einem Kreuzfahrtschiff ein Theaterstück aufführen sollen. Die Studenten wollen in diesem Semester ihre Bedürfnisse mit Spaß und Sex befriedigen. Newmar verfolgt den Plan mit seiner neuen Freundin Violet Sex zu haben, wird dabei immer wieder vom Professor und weiteren Studenten gestört. Violet schließt sich der Studentengruppe der Enthaltsamen an, der auch Lynne und Marla angehören, woraufhin Newmar versucht bei anderen Studentinnen zu landen. Professor Rex Cavendish findet auf dem Kreuzfahrtschiff einen Diamanten und wird daraufhin ermordet. Zunächst bemerken die Studenten nichts vom Tod des Professors, da sie denken er sei betrunken und ihn daher in verschiedenen Posen fotografieren. Ein Affe, der von Wang mit seinen Freunden am Land gekauft wurde um aus seinen Knochen Drogen herzustellen, klaut alles was er sieht und ist im Besitz des Diamanten. Die Studenten und der Mörder sind auf der Suche nach dem Affen mit dem Diamanten, woraufhin auf dem Schiff das Chaos beginnt.

## Produktion
College Animals 2 wurde von den Produktionsfirmen Hill & Brand Productions, National Lampoon Productions und Open Sky Entertainment hergestellt. Den Filmvertrieb übernahmen Lions Gate Entertainment und in Deutschland Sunfilm Entertainment.
Die Dreharbeiten starteten am 16. Mai 2005 und endeten am 27. Juni 2005. Dabei wurden die Aufnahmen in Kalifornien, in den Städten San Diego und Santa Clarita, aufgenommen. Die Schiffsaufnahmen entstanden auf dem alten Passagierschiff der Queen Mary, das sich heute als Hotel The Queen Mary im Hafen von Long Beach befindet.
Die Direct-to-DVD-Produktion enthält neben dem Hauptfilm, gelöschte Szenen, ein Hinter den Kulissen mit Vida Guerra und den Originaltrailer.

## Veröffentlichung
In den Vereinigten Staaten feierte College Animals 2 am 5. September 2006 DVD-Premiere. Am 29. Juni 2007 erschien die Filmkomödie in Deutschland auf DVD und Blu-ray. Die Filmkomödie wurde unter dem Titel College Animals 2 – Wilde Studenten auf hoher See am 20. Oktober 2007 auf Tele 5 ausgestrahlt.
Am 6. November 2011 erschien eine Sammeledition zu den Filmen College Animals 1–3.

## Synchronisation
| Darsteller      | Synchronstimme       | Rolle        |
| --------------- | -------------------- | ------------ |
| Marieh Delfino  | Simona Pahl          | Gerri Farber |
| Jennifer Lyons  | Toula Savvidou       | Lynne        |
| Danielle Fishel | Katharina von Keller | Marla        |
| Gable Carr      | Jennifer Böttcher    | Rachel       |
| Kip Martin      | Christian Rudolf     | Stukas       |
| Vida Guerra     | Milena Karas         | Violet       |

## Kritiken
„Ausgesprochen dümmlicher National Lampoon"-Nachzügler, der Zoten und Klamauk in Fülle bietet, aber keine humorige Unterhaltung.“

„Nichts Neues! Im Vergleich zum ersten Teil hat sich nicht viel verändert. Jede Menge chaotische Verwicklungen mit unbekannten Darstellern (das wird sicherlich auch so bleiben) auf der Suche nach Sex.
Es passiert viel … viel Sinnloses!“

## Fortsetzungen
Im Jahr 2008 wurde eine Fortsetzung unter dem Namen College Animals 3 (Originaltitel: Fraternity House) veröffentlicht, die am 9. April 2010 ebenfalls als Direct-to-DVD in Deutschland erschien. Dabei führte diesmal Antonijs Prizevoits Regie, wofür Joel Paul Reisig und Scott Voshel das Drehbuch verfassten. Im Jahr 2009 erschien College Animals 4 (Originaltitel: Frat Party) in den Vereinigten Staaten und soll ab Juli 2013 in Deutschland erscheinen.
Der 2009 veröffentlicht Film College Vampires (Transylmania) stellt ebenfalls eine Fortsetzung von College Animals 2 dar. Die Regie übernahmen hier erneut David und Scott Hillenbrand. Der Film erfuhr im Gegensatz zum zweiten Teil eine Kinoauswertung.